# ロシアの国際関係

ロシアにおける世界の国家との国際・外交状況を表した地図
赤はロシアを表し、青は同国の駐在公館を開設している国を、灰色は同国の駐在公館が開設されていない国を示す

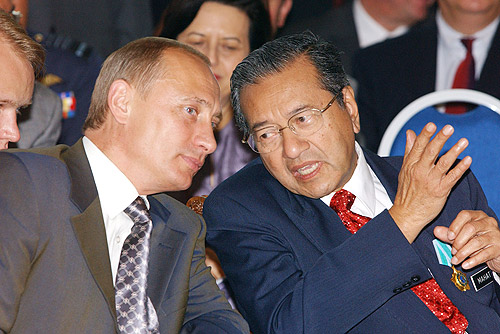
ロシア連邦大統領ウラジーミル・プーチンとマレーシアの首相マハティール・ビン・モハマド (2003年8月5日)

ロシアの国際関係（ロシアのこくさいかんけい、ロシア語: Внешняя политика России）では、ロシアの各国に対する外交政策を説明する。

## 概要
ロシアの外交政策はロシア連邦大統領によって決定され、ロシア外務省によって実施される。ロシアは国際社会では重要な国家の一つとされている。国連安全保障理事会常任理事国であるロシアは他の常任理事国と対等な立場で、国際平和と安全維持の責任を負っている。ロシアはBRICSやG20の加盟国である。ロシアを中心に旧ソ連諸国で構成される、独立国家共同体、集団安全保障条約、ユーラシア経済連合では特別な立場にいる。また、上海協力機構（SCO）を中華人民共和国と共に主導している。
ロシアはベラルーシと共に、ロシア・ベラルーシ連盟国を形成している。ロシアは191の国と地域と国交を結び、国連オブザーバーとも外交関係を結んでいる。2022年3月7日、ロシア政府はアメリカ、日本、ウクライナなど48の国や地域について、ロシア連邦やその企業、国民に対する「非友好的な国・地域」に指定したと発表した。欧州連合、イギリス、韓国、台湾なども含まれている。
- バチカン
- 欧州連合
- マルタ騎士団
- パレスチナ

国連非加盟国
- アブハジア共和国
- 南オセチア共和国

国連加盟国のうち、国交を結んでいない国
- ブータン
- ソロモン諸島

国連加盟国のうち、国交を断絶した国
- ジョージア
- ウクライナ
- ミクロネシア連邦

## アメリカ合衆国
アメリカ合衆国は1933年にソビエト連邦を国家として承認した。1930年代、米ソ関係は実利的であり、アメリカはソ連の工業化に大きく貢献した。1941年末、第二次世界大戦ではソ連とアメリカは反ヒトラーという利害が一致し、連合国としてナチス・ドイツと戦った。終戦直後、アメリカとソ連は二つの超大国として、世界への影響力をめぐる熾烈な戦略的対抗戦（冷戦）を展開し、1980年代後半までの世界の動きの展開を決定づけた。
1980年代後半以降、アメリカとソ連、1991年以降はロシアとの間でパートナーシップと友好関係を築いてきたが、1999年春以降、NATOのユーゴスラビアに対する軍事作戦の結果、著しく悪化し始めた。2014年のロシアのクリミア侵攻によるウクライナとの関係悪化などで、両国間での緊張が新たなステージを迎えることになった。

## 日本
1991年に樹立したエリツィン政権は、千島列島のロシア領有権に固執し、日本への返還を拒否したことで、両国間の平和条約締結を阻んだ。日本やG7から技術的・財政的な支援があったにもかかわらず、両国の関係は低いままであった。1992年9月、ロシアのボリス・エリツィン大統領は、予定していた来日を1993年10月まで延期した。新たな提案はしなかったが、平和条約締結と引き換えに色丹島と歯舞群島を日本に引き渡すという1956年のソ連の提案に従うというロシアの意思を確認した。また、エリツィン大統領は第二次世界大戦後に日本人捕虜を虐待したことを日本に謝罪した。1994年3月、日本の羽田孜外務大臣はモスクワを訪問し、ロシアのアンドレイ・コズイレフ外相と会談した。両国間に平和条約がないにもかかわらず、消費財の共同生産や極東の天然資源の共同経済開発などの分野で積極的な協力が行われている。
ロシアと日本の間にはビザなしの市民交流に関する協定があり、日本のすべての居住者が千島列島を訪問することや、日本の千島列島に居住するロシア人の訪問を規定している。2022年3月7日、ロシアのウクライナ侵攻の影響によりロシア政府は日本を非友好国リストに追加し、同年9月5日には北方4島元島民らと現住民のロシア人の双方がビザを取得せず往来できるようにした日ロ間の交流事業「ビザなし交流」に関する合意を破棄する政令を出した。